# Bishopbourne
Bishopsbourne é uma vila principalmente rural e arborizada e paróquia civil em Kent, Inglaterra. Possui duas seções curtas de ruas no sopé do vale de Nailbourne, a 6 km a sudeste de Canterbury e a 14 km de Dover. O assentamento de Pett Bottom está incluído na paróquia civil.

## História
Em 1844, uma escavação em Bourne Park na paróquia civil (e sempre nos limites da vila) revelou restos da Idade do Ferro. Mozart visitou a Bourne Park House em 1765, quando era de propriedade de Sir Horatio Mann. Mann era um patrocinador de críquete e várias partidas de críquete de primeira classe foram realizadas no Bourne Paddock, um terreno que ele construiu no parque. 10 edifícios da vila estão listados na Lista do Patrimônio Nacional da Inglaterra e um muro.
Em 30 de agosto de 1940, um Spitfire pilotado pelo sargento J I Johnson foi abatido e caiu perto de Bishopsbourne. Ele foi morto no acidente.